# Cierre cognitivo (psicología)
El cierre cognitivo o necesidad de cierre cognitivo (expresiones usadas indistintamente; en inglés,  need for closure (NFC) o need for cognitive closure (NFCC)) son enunciados de la ciencia psicológica que describen la necesidad del individuo de obtener una respuesta firme y directa a determinadas preguntas personales o vitales, así como la aversión hacia la ambigüedad de sentido o inseguridad cognitiva en distintos aspectos de la existencia. El término "necesidad" denota una tendencia motivada a la búsqueda de información satisfactoria.

## Introducción
La necesidad de cierre es, pues, la motivación interna de encontrar respuesta a una situación en exceso compleja o ambigua para la persona; de poner fin a una incertidumbre más o menos problemática. Esta motivación se ve reforzada por los beneficios que se perciben o intuyen al obtener el cierre, como una mayor capacidad de predecir el mundo y una base más fuerte para la acción propia. Esta motivación también se ve reforzada por el perjuicio que se siente derivado de la falta de cierre, como si existiese una fecha límite que no debe sobrepasarse. Según Kruglanski et al., la necesidad de cierre surge a partir de dos tendencias generales en el individuo: la tendencia a la urgencia (la tendencia a alcanzar el cierre lo más rápido posible) y la tendencia a la permanencia (la tendencia a mantenerla durante el mayor tiempo posible). En conjunto, estas tendencias pueden producir las inclinaciones para aprehender y luego congelar las señales tempranas de juicio, reduciendo el alcance del procesamiento de la información y la generación de hipótesis e introduciendo sesgos en el pensamiento.
El nivel de necesidad de cierre cognitivo es una característica individual bastante estable. Puede afectar a la información que los individuos buscan y cómo la procesan. Sin embargo, esta necesidad puede verse afectada por factores situacionales como las limitaciones de tiempo. Por ejemplo, en presencia de una alta necesidad de cierre (inducida por limitaciones de tiempo), los individuos son más propensos a utilizar estructuras cognitivas simples para procesar la información.

## Escala de la necesidad de cierre
La necesidad de cierre es una característica individual, como se ha dicho, bastante estable que puede, no obstante, verse afectada por factores situacionales. La Escala de Necesidad de Cierre (Need for Closure Scale, siglas en inglés: NFCS) fue desarrollada por Arie Kruglanski, Donna Webster y Adena Klem en 1993 y está diseñada para hacer operativo este constructo, presentándose como un instrumento unidimensional que posee una fuerte validez diferenciadora y predictiva.
Una persona con una alta necesidad de cierre (con poca tolerancia a la incertidumbre) prefiere lógicamente el orden y la previsibilidad, es decidida y terca, y se siente incómoda con la ambigüedad. Por el contrario, alguien con calificación baja en la necesidad de cierre expresará más fluidez de ideas y creatividad en general. En la escala se pide que el sujeto conteste si se identifica con afirmaciones como "Creo que tener reglas claras y orden en el trabajo es esencial para el éxito", y "No me gustan las situaciones inciertas". Las reacciones a ítems como "Incluso después de haber decidido algo, siempre estoy ansioso por considerar una opinión diferente", y "Me gusta tener amigos que son impredecibles" también se anotan.
Compuesta por 42 ítems, la escala ha sido utilizada en numerosos estudios de investigación y ha sido traducida a múltiples idiomas. Aunque Webster y Kruglanski (1994) trataron la Escala de Necesidad de Cierre como unidimensional (es decir, como medida de un solo factor), la escala realmente contiene dos factores relacionados, la decisión y la necesidad de estructuración. Debido a esto, al utilizarse una puntuación total en cada estudio se pueden pasar por alto los efectos reales de cada factor y complicarse las interpretaciones. En 2007, Roets y Van Hiel trataron de resolver este problema revisando la escala para que solo midiera un aspecto. Se les ocurrió un conjunto de nuevos elementos de decisión que proporcionaron una alternativa viable para la antigua subescala de decisión de la NFCS, que se enlazaba erróneamente con las otras escalas de factores de la NFCS, con una validez cuestionable. Los nuevos ítems se desarrollaron con referencia explícita a la determinación, pero formulados de tal manera que se relacionaban con la necesidad de cierre y no con la capacidad de decisión. En 2011, Roets y Van Hiel crearon una escala NFC abreviada y validada empíricamente consistente en solo 15 ítems de la NFC original.
Los elementos de NFCS se correlacionan positivamente con el autoritarismo, la intolerancia ante la ambigüedad, el dogmatismo, la necesidad de orden y estructura, y negativamente con la complejidad cognitiva y la impulsividad, entre otras respuestas cognitivas y rasgos de personalidad.
Las altas puntuaciones de la NFC se correlacionan consistentemente con los ítems de la escala C (conservadurismo), así como otras medidas de conservadurismo político y social.

## Necesidad de evitación del cierre
Funcionalmente opuesta a la necesidad de cierre es la pulsión a evitarlo. La necesidad de evitar el cierre refleja el deseo de suspender el compromiso crítico. La necesidad de evitación implica las subcategorías específica y no específica. Evitar el cierre específico refleja el deseo de evitar respuestas específicas a las preguntas de uno. La subcategoría no específica de evitar el cierre es muy parecida a la necesidad de cierre, independientemente de si este nuevo conocimiento apunta a una conclusión que tenga implicaciones positivas o negativas.
La necesidad de evitar el cierre puede deberse a los costes percibidos del propio cierre (p. ej., las sanciones previstas por un cierre erróneo o los inconvenientes percibidos de las consecuencias del cierre) y los beneficios percibidos por la falta de cierre (por ejemplo, la necesidad de evitar el cierre debida al deseo de evitar las consecuencias negativas de lograr el cierre de una situación o de continuar con los beneficios de no cerrar, sino de alargar una situación).
La necesidad y la evitación del cierre se conceptualizan como fines de un continuum que va desde una intensa tendencia al cierre hasta una fuerte resistencia al mismo. Esto se aplica en la Escala NFC.

## Falta de cierre
La falta de cierre deja al sujeto en una situación de incertidumbre o ambigüedad. Las personas con necesidad de cierre tratan de evitar esta ambigüedad a toda costa mientras que las personas con alta necesidad de evitar el cierre intentan hacer las situaciones más ambiguas. Algunos beneficios percibidos del cierre cognitivo pueden relacionarse con la previsibilidad, la base de la acción o el estatus social otorgado a los poseedores del conocimiento (es decir, "expertos"). De manera similar, algunos costes percibidos de la falta de cierre pueden estar relacionados con el tiempo y el esfuerzo adicionales requeridos para lograr el cierre, o con el desagrado del proceso por el cual se debe alcanzar el cierre. A veces, sin embargo, la falta de cierre puede percibirse como ventajosa, tal como la libertad de acción ante un compromiso restrictivo, la neutralidad en una disputa violenta, el mantenimiento de un misterio romántico, y así sucesivamente. Aunque la falta de cierre es generalmente considerada como negativa, está claro que el cierre y la falta de cierre tienen implicaciones positivas o negativas dependiendo de la persona y la situación en que se encuentra.

## Implicaciones
La necesidad de cierre cognitivo puede producirse cuando el sujeto se dedica a funciones cognitivas enfocadas o motivadas por objetivos (por ejemplo, control de atención, esfuerzo memorístico, selección y procesamiento de información, inhibición cognitiva, etc.). Lo normal es que las personas traten de adquirir nuevos conocimientos a fin de contestar a preguntas relacionadas con problemas particulares (cierre cognitivo específico), independientemente de si ese conocimiento apunta a una conclusión que tenga implicaciones positivas o negativas para ellas (cierre cognitivo no específico). Pero debido a que la urgencia y la permanencia son fundamentales para el núcleo motivacional de este proceso global, los individuos (o grupos) pueden verse obligados, consciente o inconscientemente, a obtener información prematuramente e independientemente del contenido.
Una alta necesidad de cierre cognitivo podría entonces sugerir un sesgo en:
1. Seleccionar la información más relevante a la que se debe atender para aumentar las posibilidades de adaptación.
2. Iniciar y mantener los procesos cognitivos que se requieren para lograr resultados particulares.
3. Hacer juicios y evaluaciones de la información de primera mano.
4. Sopesar la información recibida durante el proceso de toma de decisiones.

Por ejemplo, el nivel de NFCC puede influir en las estrategias de toma de decisiones utilizadas por el individuo. En un estudio de Choi et al. en que se manipuló la NFCC, los autores encontraron que una NFCC más alta estaba asociada a una preferencia por usar la "búsqueda basada en atributos" más rápida, que implica examinar todas las alternativas disponibles en un atributo y pasar al siguiente atributo. Los individuos con un NFCC más bajo, por el contrario, usaron la "búsqueda basada en alternativas", de tal manera que examinan todos los atributos de una alternativa, y luego pasan a la siguiente alternativa. Por lo tanto, estudiar la NFCC tiene, por ejemplo, implicaciones enormes para conocer el comportamiento de compra de los consumidores.
También se ha encontrado que la necesidad de cierre tiene un papel en los prejuicios basados en raza y género. Roets describe un ajuste conceptual entre el "estilo cognitivo motivado" de Allport, que exhibe prejuicios, y el concepto de Kruglanksi y Webster de individuos con alto NFCC, de modo que ambos muestran una tendencia de urgencia que es el deseo de respuestas rápidas y definitivas y la tendencia a la permanencia, es decir la perseverancia en la respuesta obtenida a pesar de la información contradictoria. Por lo tanto, la NFC proporciona una sólida base empírica para el estilo cognitivo subyacente hipotético de Allport de individuos con prejuicios.
Una alta necesidad también induce al sujeto a formarse ideas más rápidamente, vinculando  conceptos, como la tendencia a preferir la autocracia, es decir, formas "duras" de influencia que motivan a los objetivos a cumplir con las demandas de los agentes rápidamente a través de la promesa de consecuencias positivas o la amenaza de consecuencias negativas, en lugar de formas "suaves" de influencia que podrían utilizar la argumentación pausada o la persuasión.
Además, y especialmente en aquellos con fuertes necesidades de certeza (como se mide en la Escala NFC), el impulso del cierre cognitivo puede a veces producir o evocar una inestabilidad del estado de ánimo y/o percepciones erróneas de las opciones de conducta disponibles, generada por la pugna entre los prejuicios de antiguo y la información recién adquirida, entre lo que se había considerado durante mucho tiempo como seguro, permanente e inviolable, por ejemplo, ciertos puntos de vista y valores religiosos o éticos, y las evidencias más recientes.
Por lo tanto, es evidente que la necesidad de cierre cognitivo puede tener importantes implicaciones tanto para pensamientos personales como en las relaciones interpersonales, incluyendo algunas relacionadas con los procesos educativos y el aprendizaje escolar.

## En educación
Los entornos educativos formales, como escuelas primarias y secundarias, presentan oportunidades para que los estudiantes adquieran nuevos conocimientos y habilidades, y para lograr un dominio conceptual profundo y específico que, a través de una guía pedagógica bien diseñada y estudio académico, puede mejorar la preparación profesional futura, el compromiso cívico y el bienestar en general del alumno. Sin embargo, aunque se entiende que los principios básicos del aprendizaje afirman la importancia de prestar atención al conocimiento previo de los estudiantes, fomentar la comprensión conceptual y cultivar la conciencia metacognitiva, los estudiantes también deben comprometerse y estar dispuestos a tolerar y a trabajar cognitivamente expuestos a ciertos niveles de ambigüedad intelectual, lo que está asociado con la exposición a información y tareas nuevas.
Lo importante es que para los estudiantes que tienen una gran necesidad de cierre cognitivo, este fenómeno puede conducir inadvertidamente a la inhibición de funciones cognitivas en procesos esenciales para el proceso de aprendizaje, de modo que puedan mantener su certeza previa y/o permanencia percibida de ideas personales o socialmente importantes, incluso si esas ideas o conocimientos no están claramente relacionados con ningún contenido específico o información presentada en el aula. En casos como estos, el deseo de un individuo de cierre cognitivo en otra área puede superar su motivación de gastar recursos cognitivos para aprender nueva información. Como resultado, el estudiante puede parecer desinteresado y susceptible de un rendimiento inferior, por ejemplo, malas calificaciones o rendimiento inferior a los niveles esperados.
Lamentablemente, ante la falta de comprensión y consideración de cómo la necesidad de cierre cognitivo puede influir en la motivación académica o las aspiraciones del alumno, los educadores pueden concluir erróneamente que un estudiante no tiene un deseo de aprender o que muestra un conocimiento cognitivo, psicológico e intelectual o una deficiencia conductual que está impidiendo el proceso de aprendizaje. Con esto no se sugiere que la necesidad de cierre cognitivo es una explicación adecuada para todos los problemas de aprendizaje; sin embargo, al trabajar con estudiantes que parecen experimentar desafíos de aprendizaje manifestados por una desmotivación o baja motivación, no sería irracional explorar la necesidad del cierre cognitivo como factor potencial de ello.

## Investigación
Los individuos que puntúan alto en los NFCS son más propensos a intentar practicar el cierre basándose en señales incipientes, conformándose con la primera explicación aparente. La necesidad de cierre también se dice que predispone a conformarse con poca información o poco profunda para decidir en una búsqueda, junto con un procedimieno de resolución superficial en la búsqueda de soluciones. (Van Hiel y Mervielde, 2003)
En estudios sobre creatividad, las personas con altas calificaciones de necesidad de cierre obtuvieron puntuaciones en creatividad bajos. Aquellos con baja necesidad de cierre producían con mayor frecuencia nuevas soluciones que motivaban e inspiraban a otros en sus grupos, y los resultados de los proyectos en los que participaban eran calificados, en consonancia con ello, como más productivos.
La mayoría de las investigaciones sobre la necesidad de cierre se ha centrado en investigar su relación con los estímulos sociales. Sin embargo, investigaciones recientes sugieren que también puede predecir respuestas a estímulos no sociales. En particular, la necesidad de cierre predice un sesgo evaluativo contrario a estímulos antisociales desviados.
La tendencia al "cierre" también ha demostrado un cierto valor terapéutico. Algunos estudiosos legales han vinculado el "cierre" con la "catarsis" y la "satisfacción" y, a veces, el sistema legal puede ser usado por el individuo para lograr la cesación de incertidumbre. En el caso de la pena de muerte, por ejemplo, las víctimas que la han buscado, que buscan el "cierre" de esta forma, pueden haber adoptado estrategias efectivas tan diversas como el castigo, unas veces, y el perdón, otras.